# ALFRED (Datenbank)
ALFRED (für Allele Frequency Database, Allelfrequenz-Datenbank) ist eine im Web frei zugängliche Online-Datenbank mit Allelfrequenz-Daten zum DNA-Polymorphismus anthropologisch definierter Humanpopulationen. Sie umfasst gegenwärtig (April 2007) über 20.000 ständig wachsende Frequenztabellen und wird von der Yale University School of Medicine in New Haven (Connecticut) betreut. Die Datenbank speist sich aus vielen Quellen und vermittelt durch zahlreiche Links den Zugang zu weiteren externen Datenbanken. Durch eine standardisierte Datenerfassung eignet sie sich auch für den Aufbau von Allelfrequenz-Datenbanken anderer Spezies.

## Weblink
- http://alfred.med.yale.edu – Startseite der Datenbank